# Stigmatopteris opaca
Stigmatopteris opaca är en träjonväxtart som först beskrevs av Bak., och fick sitt nu gällande namn av Carl Frederik Albert Christensen. Stigmatopteris opaca ingår i släktet Stigmatopteris och familjen Dryopteridaceae. Inga underarter finns listade.